# جوش إميري
جوش إميري (بالإنجليزية: Josh Emery)‏ (30 سبتمبر 1990 في المملكة المتحدة - ) هو لاعب كرة قدم بريطاني في مركز الوسط. لعب مع Hereford F.C. ‏ ونادي ووستر سيتي ونادي تشيلتنهام تاون لكرة القدم وCinderford Town A.F.C. ‏ وCirencester Town F.C. ‏ وأكسفورد سيتي وستوربورت سويفتس ‏.

## وصلات خارجية
- جوش إميري على موقع قاعدة بيانات كرة القدم.إي يو (الإنجليزية)
- جوش إميري على موقع Soccerbase.com (لاعب) (الإنجليزية)